# Tupiniquim

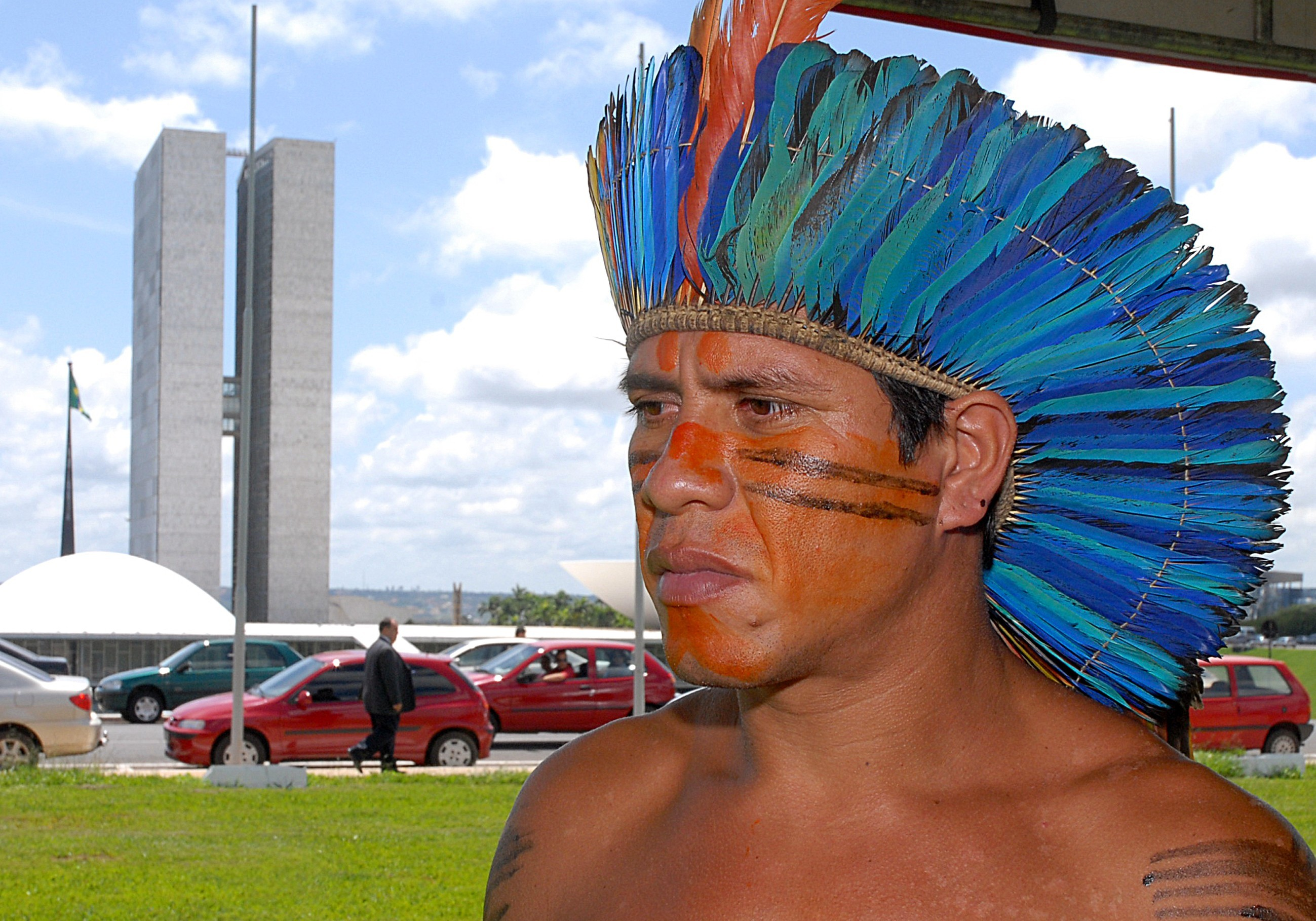
Tupinikim Jaguaretê, Chef (« cacique ») tupiniquim, de l'État brésilien d'Espírito Santo, ici à Brasília.

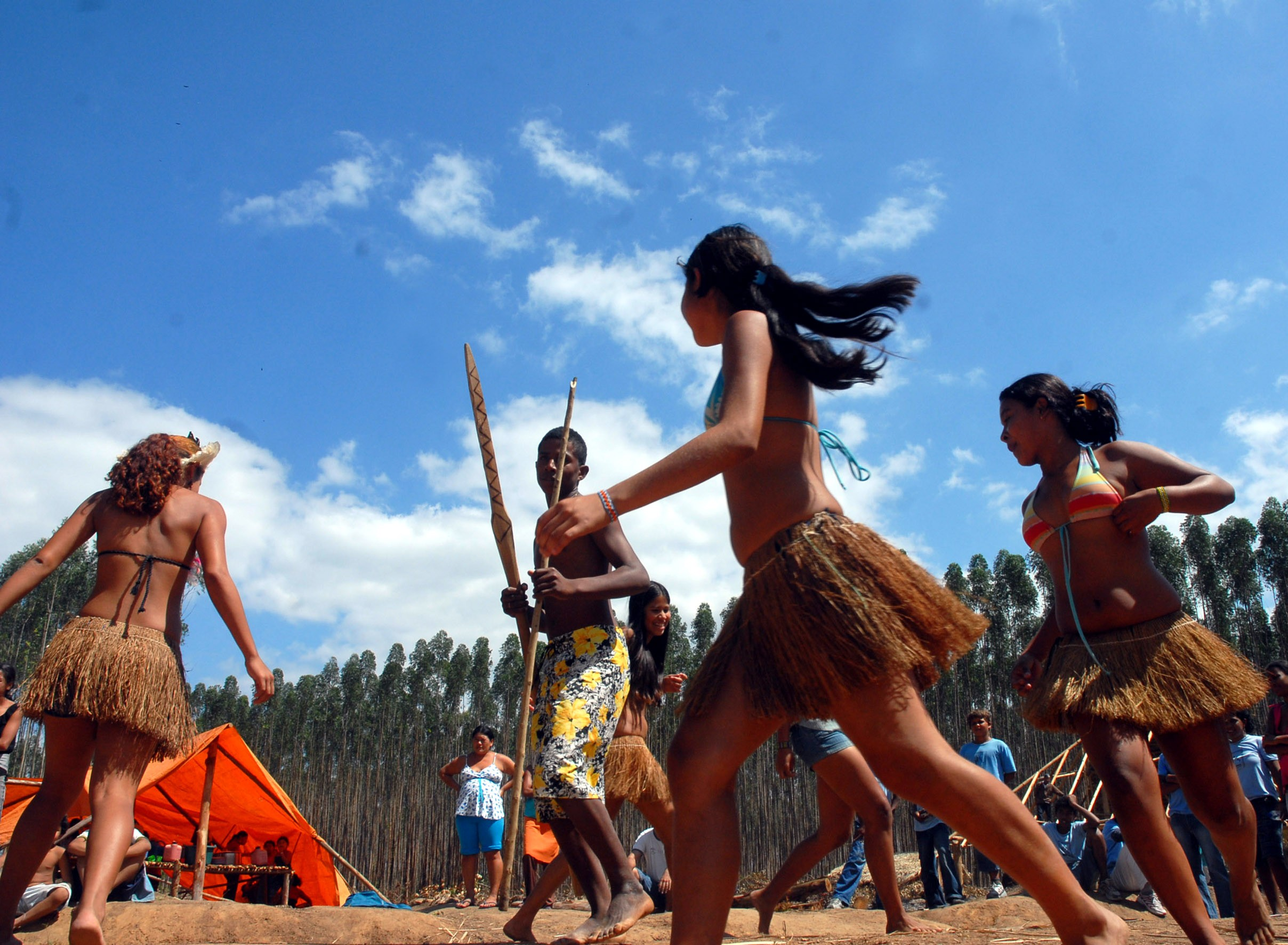
Danse de jeunes Tupiniquim célébrant la délimitation de leurs terres en 2007 et protestant contre les plantations d'eucalyptus destinées à produire de la pâte à papier, ici par l'entreprise Aracruz Celulose dans la région d'Areal (État de Rio de Janeiro, Brésil).

Les Tupiniquim (également appelés Tupinã-ki, Topinaquis, Tupinaquis, Tupinanquins, Tupiniquins) sont un groupe indigène du Brésil de la nation Tupi habitant depuis le XVIe siècle au sud de l’actuel État du littoral de Bahia et de l’actuel État de São Paulo, entre Santos et Bertioga. À l’heure actuelle, ils vivent dans la municipalité de Aracruz dans l’État du nord de l’Espírito Santo.

## Histoire
C’est le peuple autochtone qui fait face à la flotte portugaise de Pedro Álvares Cabral, le 23 avril 1500.
Alliés des colons portugais, les Tupiniquim ont joué un rôle important, au XVIe siècle, dans la colonisation portugaise de la région de Santos et Bertioga et la fondation, en 1554, de la ville de São Paulo par le Père jésuite Manuel da Nóbrega. Catéchisés par les jésuites à Aldeia Nova, ils ont souffert de parasites exogènes (comme la variole) et endogènes (comme les fourmis qui ont détruit leurs récoltes). Serafim Leite a consigné, dans son História da Companhia de Jesus no Brasil, que le Camp Magi était presque entièrement composé de Tupiniquim.
En 1610, le Père João Martins a obtenu pour les indigènes, une concession qui n’a été mesurée qu’en 1760. Le principal centre de cette zone était le village de Nova Almeida, qui comportait, à la date de sa délimitation, 3 000 habitants. Auguste de Saint-Hilaire a enregistré leur existence au début du XIXe siècle. En 1860, l’empereur du Brésil Pierre II a rencontré une Tupiniquim à New Almeida et consigné le fait dans son journal. Au milieu du XIXe siècle, le peintre François-Auguste Biard a noté leur présence en familles dispersées, à côté des immigrés italiens.